# Heijō-kyō

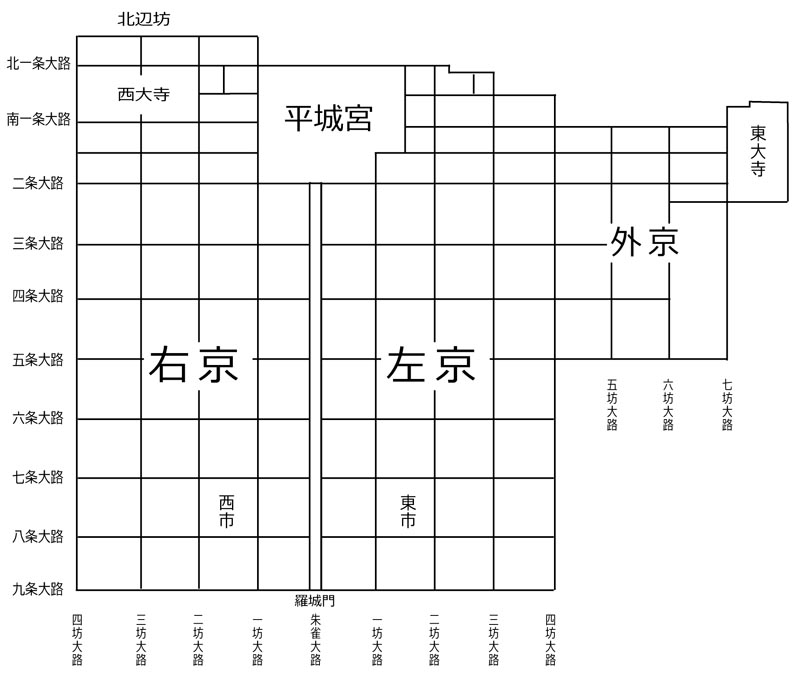
Planta da Cidade de Heijō-kyō

Heijō-kyō (平城京, também chamada de Heizei-kyō, ou Nara no Miyako - atual Nara), foi a capital do Japão durante a maior parte do período Nara , de 710 a 740 e novamente de 745 a 784 . O Palácio Heijō está listado como Patrimônio Mundial da UNESCO juntamente com outros locais da cidade (cf. Monumentos Históricos da Antiga Nara).
A Imperatriz Gemmei ordenou a mudança da capital imperial de Fujiwara-kyo para Heijō-kyo, em 708, e a mudança terminou efetivamente em 710. Heijō-kyo foi idealizada para parecer com Chang'an , a capital da Dinastia Tang da China. Na cidade, havia muitos comerciantes da China, Coreia, Índia,  pois fazia parte da Rota da Seda. Como resultado, Heijō-kyō floresceu a troca de cultura o que a levou a ser reconhecida como a primeira capital do Japão internacional e política, com uma população de aproximadamente 100.000 habitantes. A forma geral da cidade era um retângulo irregular, que se estendia a mais de 2525 km2 